# Jeffrey Charles Percy Miller
Jeffrey Charles Percy Miller, meist J. C. P. Miller zitiert, (* 31. August 1906 in Isleworth; † 24. April 1981) war ein britischer Mathematiker.

## Leben
Jeffrey Miller studierte Mathematik am Trinity College in Cambridge mit dem Bachelor-Abschluss 1928, dem Master-Abschluss 1931 und der Promotion (Ph.D.) 1933. Außerdem war er 1926 Wrangler in Teil 1 der Tripos-Prüfungen und 1928 in Teil 2. Er war von 1935 bis 1947 an der University of Liverpool als University Lecturer am Computing Laboratory und danach technischer Direktor von Scientific Computing Service in London.
Miller ist bekannt für die Erstellung von Tafeln mathematischer Funktionen. Von ihm stammt eine nach ihm benannte numerische Methode zur Berechnung von Besselfunktionen. 1930 entdeckte er einen neuen Archimedischen Körper, das Pseudo-Rhombenkuboktaeder. Allerdings wird dieser in vielen Klassifikationen als Archimedischer Körper geführt, sondern als Johnson-Körper.
1954 klassifizierte er mit H. S. M. Coxeter und Michael Longuet-Higgins uniforme Polyeder. Ein nichtkonvexes uniformes Polyeder mit herausragenden Eigenschaften wird nach ihm Millers Monster genannt (Großes Dirhombicosidodekaeder). Es ist das einzige uniforme Polyeder, bei dem sich mehr als sechs Seiten an jeder Ecke treffen, und kann nicht nach der Wythoff-Konstruktionsmethode erstellt werden. Zusammen mit Coxeter fand er insgesamt zwölf neue uniforme Polyeder und von ihm stammen auch weitere Entdeckungen auf dem Gebiet der Theorie der Polyeder in Zusammenarbeit mit Coxeter (wie Millers Regel in der Theorie der Sternkörper).
Außerdem veröffentlichte er über Zahlentheorie. Seine Tafelwerke betrafen auch Funktionen mit astronomischen Anwendungen (wie die Lösung der Emden-Gleichung).
Er war Fellow der Royal Astronomical Society und der Royal Meteorological Society.

## Schriften
- Alan Fletcher, Jeffrey Charles Percy Miller, Louis Rosenhead, L. J. Comrie: An Index of Mathematical Tables, 2 Bände, Addison-Wesley (für Scientific Computing Service) 1962